# Kiss Katalin (vívó)
Kiss Katalin magyar vívó, az 1953-as, 1954-es és 1955-ös vívó-világbajnokságon a női tőrcsapattal aranyérmet szerzett, az 1956. évi világbajnokságon pedig bronzérmet.